# Hermes Volley Oostende
O Hermes Volley Oostende é um clube de voleibol indoor e outdoor belga fundado em 1955 cuja sede está em Oostende, que possui atualmente um time profissional feminino.

## História
O Hermes Oostende foi fundada em 1955 sob o número de registro (0116), na época a única equipe masculina, já no ano seguinte somavam oito equipes neste naipe da Flandres Ocidental, havia (em 1956) apenas 8 equipes masculinas, incluindo três de Oostende:Assa Volley Club Mouscron, Kortrijkse Volley Ball Club,Roularia V.C. Roeselaere,Smashing Club Menen,Tonido - Kortrijk,Safir V.K. Nieuwpoort,Sporting Club Neptunus (Oostende), Hermes Club Oostende e Sportvereniging Atheneum Leraars Oostende (S.V.A.L.O), todos competindo na primeira divisão.
Em 1957, não havia vestígios de Hermes no calendário da liga. Neptunus e A.V. Oostende (o antigo SVALO) continuaram a competir; neste ano competia quatro equipes femininas: dois representantes de Kortrijk, um de Koksijde e outro de Mouscron. sendo subdivididas em primeira divisão e reserva.Hermes estava lá novamente em 1958. O presidente ainda era J. Verhelle, assistido pela secretária R. Dillen (de Zwaluwstr. 51), mas mais tarde substituído por um novo secretário Roger Ghys (Fregatstraat 20). Eles ainda jogavam no Estádio Hermes, em Stene.
Oostende ampliava o número de representantes cada vez mais,foram adicionadas mais 2 equipes: Energie Oostende e Sodivac Oostende (também no Atheneum.Nesse ano jogou-se na 1ª Divisão no naipe masculino com  10 equipes e na variante feminina com apenas 3 equipes, e a 2ª Divisão (masculino) foi subdividida em 4 grupos: A (6 equipes) - B (6 equipes) - C (7 equipes) - D (5 equipes).
Também em 1959 e 1960, o clube continuou a existir sob a presidência de J. Verhelle e auxiliado por Roger Ghijs (1959) e Raymond Dillen (1960, jogaram na 2ª região (Oostende) em 1959.Em 1961, a presidência foi assumida por Roger Ghys, assistido por Raymond Dillen.A partir desse momento, não é mais apenas jogar no Estádio Hermes (apenas no período de verão), mas também no inverno é jogado em um playground localizado na 'Oude Stedelijke Vakschool',Koninginnelaan.O Sr R. T'Jonck tornou-se presidente de 1962-1963 da competição, com Roger Ghys como secretário. As cores do clube foram descritas naquele ano como verde-verde.
De 1963-64:o time masculino estavam na Primeira Província e, pela primeira vez, surge uma equipe feminina, cujo nome era Hermes Club Oostende.A equipe feminina jogou no 'Segundo Provincial e Reservas', que era a divisão mais baixa do vôlei feminino. contando com sete equipes ao todo:Partenos Stade Kortrijk, Devodam, Wielsbeke, Menen, Micovo II (Veurne), Heestert e Hermes.As cores são novamente verde-amarela.
De 1964-65: Não há mais vestígios de uma equipe masculina, apenas uma equipe feminina na Primeira Província.O estádio Hermes foi abandonado, e havia mandaram os jogos no Dr. Depuydt, Elisabethlaan 235 (entrada via Eendrachtstraat) (ainda ao ar livre).No período de 1965-66: havia duas equipes femininas: na primeira e na segunda província.Presidido por uma mulher, Suzanne Hoornaert (Prinsenlaan 1) e a secretária Raoul Decrop (Nijverheidsstraat 5, Stene).A primeira equipe também jogou pela primeira vez no Stedelijk Sportcentrum, Koninginnelaan.A segunda equipe jogou no Domein Dr. Depuydt.
Temporada 1966-67: mesmas equipes femininas, preservando a mesma seecrtaria e mudança de presidente, assumiu Jean Gyselen.No final da temporada foi campeão e alcançou promoção da Primeira equipe provincial; já em 1967-68: contou com duas equipes: Primeira nacional e Segunda provincial assim como na temporada 65-66, mesmo presidente e secretária.
Na Jornada 1968-69: tinha apenas um time no 1º nacional, com o mesmo presidente e secretário, e jogando no Centro Esportivo Municipal de Koninginnelaan.A segunda equipe provavelmente foi transferida para uma nova equipe da Hera Oostende (número 770), sob a presidência de Suzanne Hoornaert e da secretária Georgette Praet (esposa de Raoul Decrop). Essa equipe também jogou no Stedelijk Sportcentrum.De 1969-70, 1970-71, 1971-72:não houve mudança paraos naipes femininos, mas em 1971-72 uma equipe masculina foi refundada, embora não seja a mesma diretoria.
Em 1978-79 é a primeira temporada em que as equipes juvenis de meninas são fundadas em Oostende.Por Hera Oostende, uma turma de alunas e por Hermina Oostende, uma turma de garotas; em 7 de abril de 1980 conquistam a Copa final da Flandres Ocidental no feminino (adulto).Então as equipes nacionais jogaram junto.A capitã era então Marcella Quintens.E, 1981-82: Nesse ano, o secretário Raoul Decrop desaparece e é substituído por René Sibiet.
De 1982-83: começa a primeira juventude feminina de Hermes: uma equipe júnior, a Hera Oostende para com sua equipe no final da temporada.e 1984-85: Hermes na elite nacional, ainda um time júnior. Nova secretária: Jan Struyve.Nova equipe chamada Jong Hermes Dames Oostende secretária Suzanne Hoornaert (para no final da temporada); período de 1985-86: duas equipes femininas: classe honorária e segunda equipe provincial 1-júnior.
Em 1986-87: duas equipes femininas: na elite , uma na 3º provincial e uma equipe de BJM, de 1987-88: mesmas equipes da temporada anterior e mais uma DJM, na seguinte, 1988-89: duas equipes na elite e duas provinciais, além de duas equipes de jovens: AJM e CJM, nova secretária: Betty Bauwens; em 1989-90: mesmas equipes, o presidente Ghislain Ampe e o secretário Filip Van Loo.Na temporada 1990-91: mesmo presidente, secretário: FILIP ROSSEL, equipe feminina na Primeira Divisão e na 2ª província, duas DJM , uma CJM e outra AJM.
Na jornada de 1991-92: altera-se o nome para Cornix Oostende, com duas equipes femininas: novamente categoria de elite, duas no provincial, uma BJM, CJM e DJM, de 1992-93: outra mudança de nome para Hermes Ladies Volley Ostende,ocorrendo o rebaixamento voluntário para o 2º provincial da equipe feminina) e um CJM.

## Títulos

### Nacionais
- Campeonato Belga: 13
- Campeão:1970–71, 1971–72, 1972–73, 1973–74, 1974–75, 1975–76, 1976–77, 1977–78, 1978–79, 1979–80, 1982–83, 1984–85, 1986–87
- Vice-campeão:1969-70, 1980-81, 1981-82, 2018-19.

- Copa da Bélgica: 7
- Campeão:1970–71, 1971–72, 1976–77, 1981–82, 1982–83, 2018-19.

- Supercopa Belga: 0
- Vice-campeão:2019

### Internacionais
- CEV Champions League: 0
- Copa CEV: 0
- Challenge Cup: 0